# Chủ nghĩa đế quốc Mỹ

Các quốc gia trên thế giới có đặt căn cứ quân sự của Hoa Kỳ.

Chủ nghĩa đế quốc Mỹ (tiếng Anh: American imperialism) là một thuật ngữ nói về sự bành trướng chính trị, kinh tế, quân sự và văn hóa của Hoa Kỳ. Khái niệm "Đế quốc Mỹ" đầu tiên được phổ biến rộng rãi từ kết quả của cuộc chiến tranh Tây Ban Nha-Mỹ vào năm 1898. Nguồn gốc và sự ủng hộ khái niệm này đến từ những người theo trường phái cổ điển Marxist rằng chủ nghĩa đế quốc là một sản phẩm của chủ nghĩa tư bản, cho tới những lý thuyết gia hiện đại của trường phái Tự do và Bảo thủ khi họ nghiên cứu và phân tích chính sách ngoại giao Hoa Kỳ.
Thuật ngữ "chủ nghĩa đế quốc" đầu tiên được dùng để nói về các vấn đề liên quan tới Napoleon, và cũng được dùng khi nói về chính sách ngoại giao của Anh. Thuật ngữ này được sử dụng rộng rãi hơn trong thế kỷ 19. Nó lần đầu tiên được sử dụng phổ biến để nói về Hoa Kỳ bởi tổ chức Liên minh Hoa Kỳ chống Đế quốc, được thành lập năm 1898 để chống chiến tranh Tây Ban Nha–Mỹ và chiến tranh Philippines–Mỹ.
Kể từ sau Thế chiến thứ hai, các đời Tổng thống Mỹ luôn duy trì chính sách can thiệp vào nội bộ các quốc gia khác, thậm chí sẵn sàng dùng sức mạnh quân sự để tấn công nước khác. Kể từ năm 1946 đến 2015, quân đội Hoa Kỳ đã trực tiếp tấn công 9 quốc gia (Triều Tiên, Việt Nam, Campuchia, Grenada, Afghanistan, Iraq, Nam Tư, Panama, Cuba), các cuộc chiến này gây ra cái chết của 10 tới 15 triệu người. Ngoài ra, Hoa Kỳ cũng gây ra đảo chính hoặc ngầm can dự vào xung đột tại 28 quốc gia khác, gây ra cái chết của 9 tới 14 triệu người. Tổng cộng Hoa Kỳ đã trực tiếp hoặc gián tiếp gây ra cái chết của khoảng 20 đến 30 triệu người trong các cuộc chiến tranh và xung đột rải rác trên khắp thế giới kể từ năm 1946 đến 2015.

## Các quan điểm về chủ nghĩa đế quốc Mỹ

### Chủ nghĩa đế quốc đóng vai trò trung tâm trong chính sách ngoại giao của Hoa Kỳ
Hoa Kỳ có ảnh hưởng kinh tế, chính trị và quân sự trên cán cân quốc tế mà khiến chính sách ngoại giao của Hoa Kỳ là một đề tài quan tâm lớn nhất trên khắp thế giới. Hầu như tất cả các quốc gia có tòa đại sứ tại Washington, D.C, và nhiều lãnh sự quán khắp đất nước. Tương tự, gần như tất cả các quốc gia đều có các sứ bộ ngoại giao tại Mỹ. Tuy nhiên, Iran, Bắc Triều Tiên và Bhutan không có quan hệ ngoại giao chính thức với Hoa Kỳ.
Người theo chủ nghĩa cô lập Mỹ thường hay bất hòa với những người theo chủ nghĩa quốc tế cũng giống như những người theo chủ nghĩa chống đế quốc bất hòa với những người đề xướng cổ vũ cho thuyết Vận mệnh hiển nhiên và Đế quốc Mỹ. Chủ nghĩa đế quốc của Mỹ tại Philippines đã bị Mark Twain, triết học gia William James, và nhiều người khác chỉ trích nặng nề. Sau này, Tổng thống Woodrow Wilson đã đóng vai trò chính trong việc thành lập Hội Quốc Liên nhưng Thượng viện Hoa Kỳ cấm không cho Hoa Kỳ trở thành thành viên của tổ chức này. Chủ nghĩa cô lập đã trở thành một vấn đề trong quá khứ khi Hoa Kỳ nắm vai trò lãnh đạo trong việc thành lập Liên Hợp Quốc, trở thành thành viên thường trực của Hội đồng Bảo an Liên Hợp Quốc và là nơi đóng tổng hành dinh Liên Hợp Quốc. Hoa Kỳ có mối quan hệ đặc biệt với Anh Quốc và liên hệ chặt chẽ với Úc, New Zealand, Nhật Bản, Israel, và các thành viên đồng sự NATO. Hoa Kỳ cũng làm việc bên cạnh các quốc gia láng giềng qua Tổ chức các quốc gia châu Mỹ và những thỏa thuận tự do mậu dịch như Hiệp định Thương mại Tự do Bắc Mỹ ba bên với Canada và México. Năm 2005, Hoa Kỳ đã chi tiêu 27,3 tỷ đô la trong chương trình trợ giúp phát triển chính thức, đứng nhất trên thế giới. Tuy nhiên nếu tính theo tỉ lệ tổng lợi tức quốc gia (GNI), sự đóng góp của Hoa Kỳ chỉ là 0,22%, đứng thứ 20 trong 22 quốc gia viện trợ tài chánh. Mặt khác, các tổ chức phi chính phủ như các quỹ, công ty, và các tổ chức tôn giáo và giáo dục tư nhân đã cho tặng 95,5 tỷ đô la. Tổng số 122,8 tỷ đô la lần nữa đứng hạng nhất trên thế giới và hạng bảy tính theo phần trăm tổng lợi tức quốc gia.
Năm 2010, chi phí quân sự của riêng Mỹ đã chiếm khoảng 50% chi phí quân sự thế giới. Hoa Kỳ duy trì lực lượng quân sự lớn thứ 2 thế giới về quân số và lớn nhất về số lượng vũ khí Quân đội Hoa Kỳ đã tham chiến trong 10 cuộc chiến lớn và hàng chục cuộc xung đột quy mô nhỏ từ sau Thế chiến thứ 2 trở lại đây.

### Căn cứ quân sự của Mỹ ở nước ngoài như một hình thức đế quốc
Cụm từ "tiểu bang thứ 51", khi được dùng một cách tiêu cực, có thể được nói tới các quốc gia đã và đang nằm dưới sự ảnh hưởng hoặc điều khiển từ Chính phủ Hoa Kỳ.

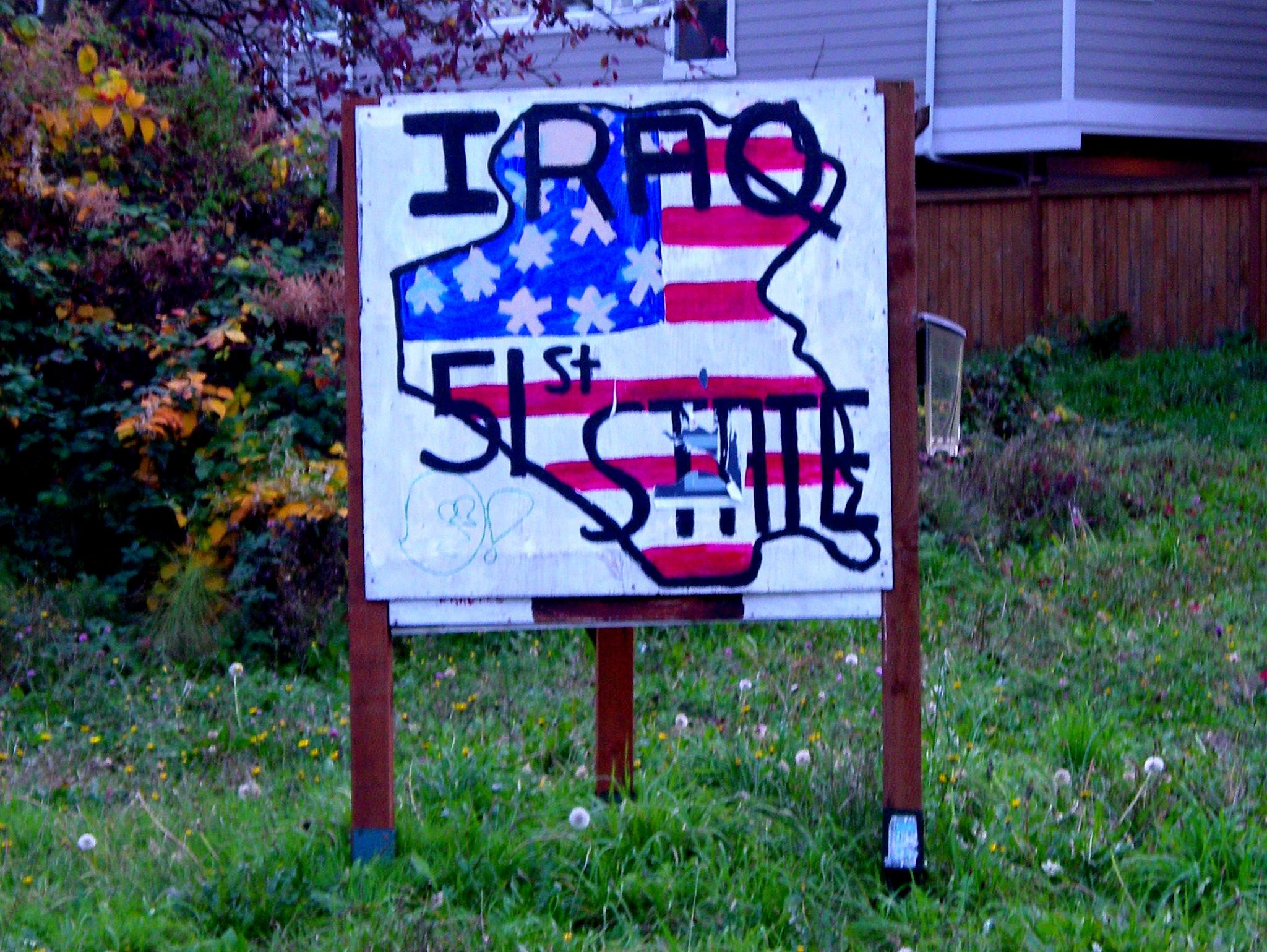
Một công dân ở Seattle, Washington đã mỉa mai treo biểu ngữ tuyên bố Iraq là tiểu bang thứ 51 của Hoa Kỳ.

Nhiều nguồn sách báo đã mỉa mai rằng Chiến tranh Iraq là một cuộc chiến thực dân mới để biến Iraq thành một tiểu bang thứ 51 của Mỹ.
Tại Hàn Quốc, nếu xảy ra chiến tranh, quân đội Hàn Quốc không được tự đưa ra quyết định mà họ phải nằm dưới sự chỉ huy của một viên tướng bốn sao thuộc quân đội Mỹ, và rất nhiều người Hàn Quốc từ năm 1953-90 tin rằng quân đội của họ sẽ không thể trụ vững trước Cộng hòa Dân chủ Nhân dân Triều Tiên nếu không dựa vào Mỹ, mặc dù thực lực quân đội Triều Tiên ngày nay cũng bị đặt dấu hỏi ngoại trừ năng lực hạt nhân không bàn cãi của nước này. Cộng hòa Dân chủ Nhân dân Triều Tiên thì luôn coi quân đội Hàn Quốc chỉ là quân đội tay sai của ngoại quốc để ngăn cản sự nghiệp thống nhất đất nước của dân tộc Triều Tiên.
Năm 2015, David Vine thống kê rằng có 800 căn cứ quân sự Mỹ ở nước ngoài, gồm 174 ở Đức, 113 ở Nhật, 83 ở Hàn Quốc, tiêu tốn 100 tỷ USD kinh phí duy trì mỗi năm.

### Ủng hộ chủ nghĩa đế quốc

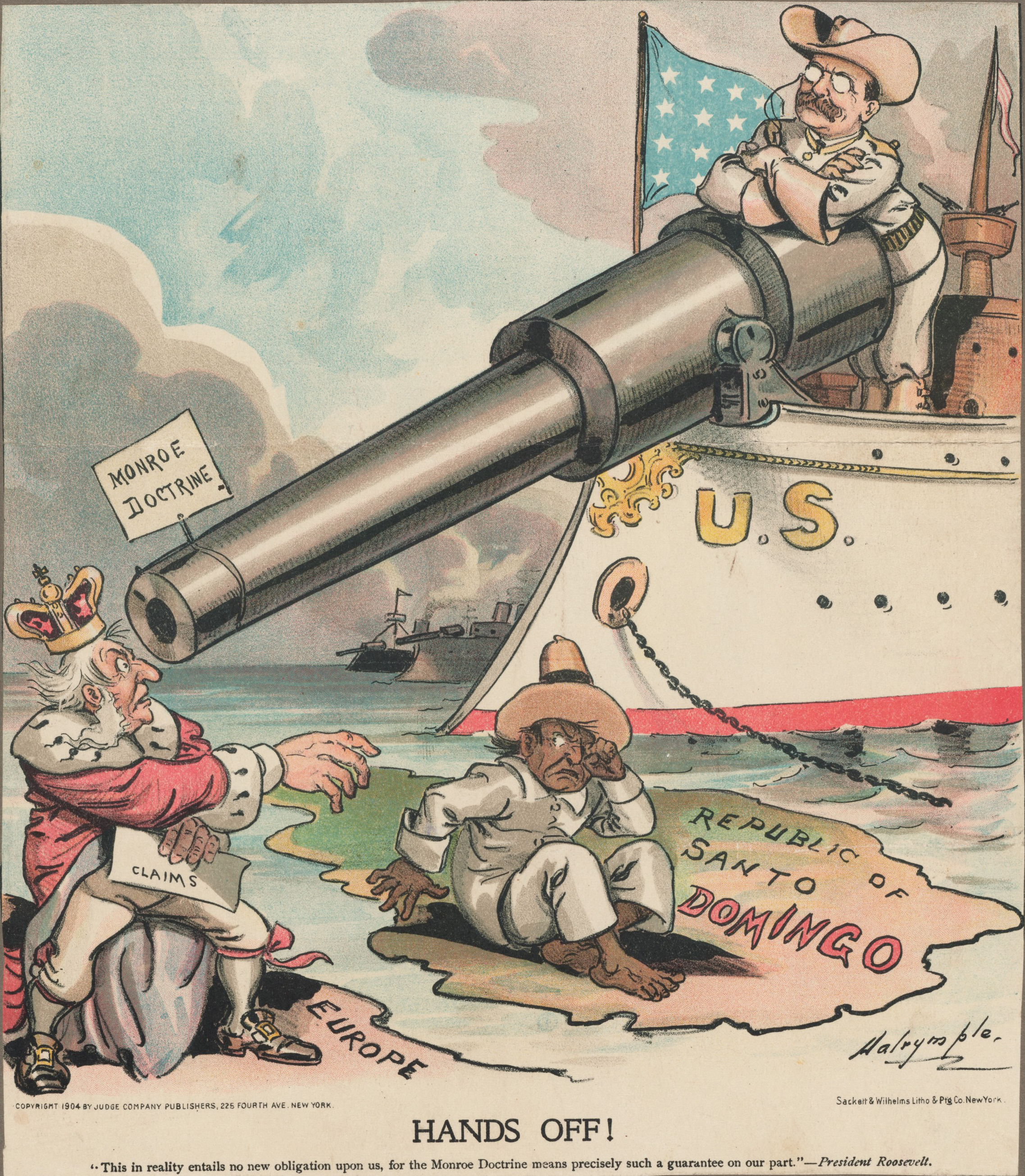
Tranh châm biếm chỉ Theodore Roosevelt sử dụng vận mệnh Monroe để đánh đuổi các đế quốc Âu châu khỏi Cộng hòa Dominica.

Mặc dù gặp không ít sự chỉ trích, tuy nhiên chủ nghĩa đế quốc Mỹ lại cũng nhận được rất nhiều sự ủng hộ. Ví dụ, thuyết Vận mệnh hiển nhiên (tiếng Anh: Manifest Destiny) là một niềm tin rằng Hoa Kỳ có "vận mệnh mở rộng lãnh thổ từ duyên hải Đại Tây Dương đến Thái Bình Dương", khái niệm này đã được sử dụng để hô hào và biện hộ cho việc chiếm các lãnh thổ khác. Những người cổ vũ cho khái niệm "Vận mệnh hiển nhiên" tin rằng mở rộng lãnh thổ không chỉ tốt đẹp mà còn là "hiển nhiên" và là "vận mệnh". Ban đầu, "Manifest Destiny" là một câu có tính cách thời thế chính trị trong thế kỷ 19 nhưng dần dần nó trở thành thuật ngữ phổ biến, thường được dùng như đồng nghĩa với việc diệt chủng người da đỏ nhằm mở rộng lãnh thổ của Hoa Kỳ khắp lục địa Bắc Mỹ.
Sử gia William Appleman Williams cho rằng chủ nghĩa đế quốc Mỹ đem lại tinh thần về công lý, thịnh vượng và an ninh. Max Boot bênh vực chủ nghĩa đế quốc Mỹ với lý do rằng: "chủ nghĩa đế quốc Mỹ là lực lượng hiệu quả nhất thế kỷ qua. Nó đã đánh bại Cộng sản và phát xít, và đã can thiệp để đánh bại chế độ diệt chủng Taliban và Serbia". Bản thân Boot cũng thừa nhận điều này, cho rằng nó đã "khởi phát từ 1803". Những người theo chủ nghĩa bảo thủ như nhà sử học Anh Paul Johnson, sử gia Ấn Độ Dinesh D'Souza và Mark Steyn, hay những người ôn hòa diều hâu như Zbigniew Brzezinski và Michael Ignatieff cũng ủng hộ chủ nghĩa đế quốc Mỹ.
Sử gia người Anh Niall Ferguson cho rằng "không thể từ chối rằng Hoa Kỳ là một đế quốc nhưng nó cũng không quá tồi tệ" và đã liên tục so sánh nó với chủ nghĩa đế quốc Anh, dù ông thừa nhận Hoa Kỳ giống với Đế quốc La Mã hơn Anh. Ông cũng khẳng định cả hai có điểm tốt và xấu, nhưng những gì tích cực mà người Mỹ làm nhiều hơn những điều tiêu cực họ để lại. Theo Victor David Hanson, Hoa Kỳ "không có ý định bá quyền mà xây dựng một hệ thống có lợi cho tất cả các bên". Ngay bản thân thủ lĩnh độc lập Philippines Emilio Aguinaldo cũng công nhận dù Hoa Kỳ đã để lại sự tàn phá tan hoang ở Philippines, nhưng họ cũng gián tiếp giúp người Philippines thoát khỏi sự cai trị của thực dân Tây Ban Nha.
Một số người cho rằng chủ nghĩa đế quốc Hoa Kỳ dù cũng theo đuổi sự bá quyền, song chỉ là tạm thời. Sử gia Samuel Flagg Bemis cho rằng Chiến tranh Tây Ban Nha–Mỹ chỉ là chủ nghĩa bành trướng tạm thời, là "một dấu mốc lịch sử Hoa Kỳ", không giống như sự bành trướng lãnh thổ thế kỷ 19 của Hoa Kỳ. Sử gia Walter LaFeber cho rằng sự bành trướng của Hoa Kỳ trong chiến tranh Mỹ - Tây Ban Nha nhằm tranh giành Phillipines không phải là một sai lầm, mà là một sự đỉnh điểm trong chính sách mở rộng lãnh thổ về phía Tây.
Những người ôn hoà quốc tế cho rằng Hoa Kỳ, dù đang thống trị ảnh hưởng quốc tế, nhưng không phải là một đế chế theo cách hiểu của thế kỷ 19, và được học giả John Ikenberry nhìn nhận tương tự. Joseph Nye cho rằng Hoa Kỳ tìm cách xây dựng một đế chế văn hóa hơn là chính trị, quân sự bởi ảnh hưởng văn hóa như âm nhạc, phim ảnh, kinh tế, cũng như sự di cư liên tục vào Hoa Kỳ trong những năm qua. Nhưng rất khó để biết chắc chắn liệu Hoa Kỳ sẽ vẫn duy trì uy thế của nó mà không có ưu thế quân sự và kinh tế.

## Các cuộc chiến tranh và đảo chính Hoa Kỳ tiến hành

### Tiêu diệt người da đỏ bản xứ

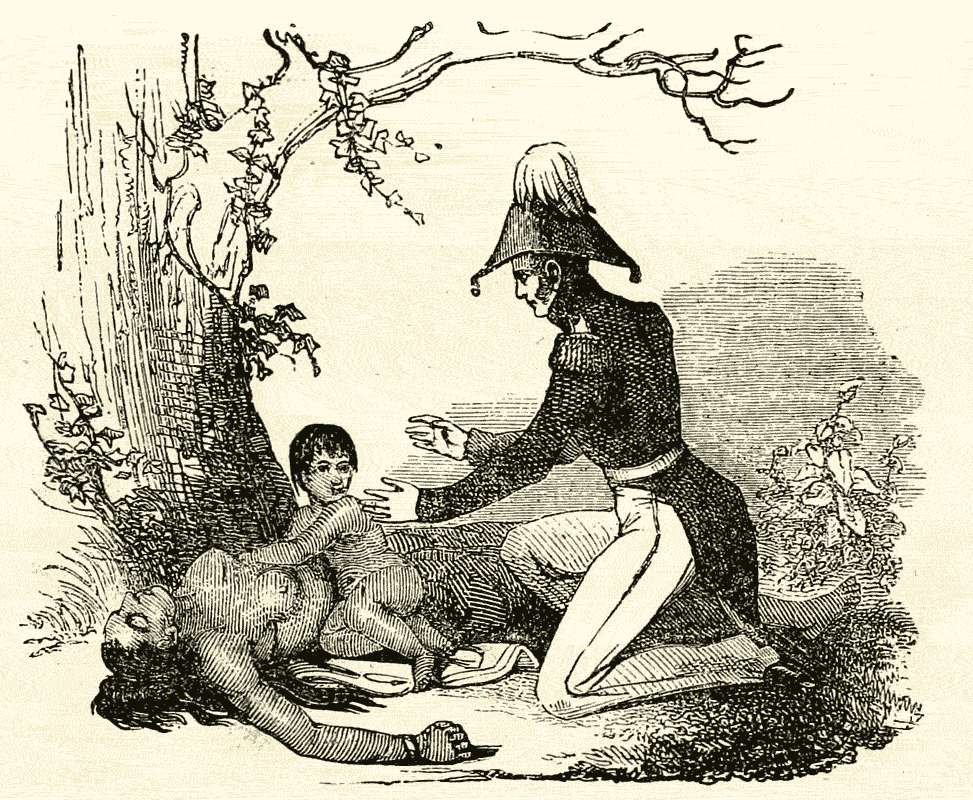
Một phụ nữ da đỏ bị giết và đứa con trong Thảm sát Bad Axe, năm 1832

Sự hăng hái mở rộng lãnh thổ của người Mỹ về phía tây đã khởi sự một loạt Các cuộc chiến tranh với người bản địa Mỹ kéo dài cho đến cuối thế kỷ 19, khi những người thổ dân da đỏ châu Mỹ bị đuổi khỏi đất đai của họ. Tại nhiều nơi, người da đỏ tổ chức chiến đấu chống lại quân Mỹ nhưng cuối cùng họ vẫn bị đánh bại. Theo báo cáo của Gregory Michno dựa theo hồ sơ lưu trữ quân đội thì chỉ trong 40 năm từ 1850 đến 1890 khoảng 21.586 người (lính lẫn thường dân) bị giết, bị thương hay bị bắt. Theo Russell Thornton thì khoảng 45.000 người da đỏ và 19.000 người da trắng bị giết - trong đó có đàn bà và trẻ em của cả hai bên. Một số cuộc kháng chiến nổi bật của người da đỏ chống lại Mỹ gồm:
- Năm 1776, chiến tranh Cherokee lần 2 xảy ra, dân tộc bản xứ Cherokee chiến đấu chống sự xâm lấn của Mỹ vào khu vực Đông Tennessee và Đông Kentucky của họ. Sau đó cuộc xung đột dai dẳng tiếp diễn với cuộc chiến tranh Chickamaga, khi các bộ tộc, bộ lạc bản xứ liên minh lại với nhau chống quân đội Mỹ. Năm 1794, họ thất bại hoàn toàn và khu vực này bị sáp nhập vào các bang Tennessee và Kentucky của Mỹ.
- Năm 1785, chiến tranh Da đỏ Tây Bắc nổ ra, một chuỗi trận đánh đẫm máu giữa nhiều bộ tộc, bộ lạc bản xứ với quân đội Mỹ nhằm bảo vệ lãnh thổ của họ ở Ohio. Chiến tranh kết thúc năm 1795 với phần thắng thuộc về Mỹ.
- Năm 1810, người da đỏ ở Tây Florida tuyên bố độc lập. Tổng thống Mỹ James Madison ra lệnh cho lục quân Hoa Kỳ đến tiêu diệt nhà nước non trẻ và sáp nhập Tây Florida vào Liên bang Mỹ.
- Năm 1812, Mỹ đánh chiếm vùng Ohio.
- Năm 1816, Mỹ viện cớ người da đỏ Seminole chứa chấp những nô lệ da đen đang ẩn náu, và cho quân đánh chiếm, sáp nhập lãnh thổ của người Seminole vào Bắc Florida. Năm 1819, tất cả những vùng ở Florida sáp nhập vào nước Mỹ.
- Năm 1835 - 1842, người Seminole lần nữa nổi dậy giành lại Florida nhưng đều bị quân Mỹ đàn áp triệt để. Chính phủ Mỹ cưỡng ép lưu đày người Seminole qua phía Tây Mississippi, kết thúc 7 năm kháng chiến của người Seminole.

Ngoài ra còn có khoảng 100 cuộc chiến và hàng chục ngàn trận chiến nhỏ khác đã diễn ra từ năm 1783 đến 1924. Năm 1924, Chiến tranh Apache tại mặt trận Tây Nam giữa bộ tộc Apache chống đỡ cuộc xâm lăng của quân đội Mỹ kết thúc với thất bại của bộ tộc Apache, đã đánh dấu thất bại cuối cùng của cuộc kháng chiến dài 302 năm của người da đỏ chống thực dân châu Âu (kể từ trận Jamestown năm 1622 giữa thực dân Anh và liên minh Powhatan ở thuộc địa Virginia) và 141 năm chống quân Mỹ của thổ dân da đỏ bản xứ.
Hàng triệu người da đỏ cũng đã chết trong quá trình mở rộng lãnh thổ của người Mỹ. Theo ước tính người da đỏ có vào khoảng 15 triệu khi người Tây phương bắt đầu xâm lược, chỉ còn lại chưa đầy 250 ngàn vào năm 1890. Phần lớn những người sống sót bị dồn vào những khu đất cằn cỗi, hẻo lánh mà chính quyền Mỹ gọi là những "khu bảo tồn" (Reservations).
Theo một ước tính, khoảng 95 triệu tới 114 triệu người da đỏ bản xứ đã bị tiêu diệt trong hơn 300 năm lãnh thổ Bắc Mỹ bị người da trắng xâm chiếm. Trong sách tựa đề "American Holocaust" (Trại diệt chủng ở Hoa Kỳ), nhà sử học người Mỹ là David Stannard cho rằng cuộc càn quét sát hại người bản địa tại châu Mỹ qua nhiều chiến dịch của người châu Âu và các thế hệ sau (Anglo Americans - người da trắng Hoa Kỳ) là một hành động diệt chủng khổng lồ nhất trong lịch sử nhân loại.

### Mexico
Chiến thắng của Hoa Kỳ trong Chiến tranh Mexico-Mỹ năm 1848 đưa đến việc Mexico buộc phải ký hòa ước bất bình đẳng Guadalupe Hidalgo, nhượng lại California và phần nhiều những vùng đất mà ngày nay là bang Texas. Mỹ còn gây áp lực ép Mexico phải bán vùng đất Mexican Cession (ngày nay là vùng tây nam Hoa Kỳ) trù phú cho Mỹ với giá 15 triệu USD. Năm 1853, để làm một dự án đường ray xe lửa, Mỹ lại ép Mexico bán rẻ lãnh thổ ở một vùng đất tiềm năng giáp ranh biên giới Hoa Kỳ - Mexico, với giá 10 triệu USD. Vùng này ngày nay là phía nam Arizona và tây nam New Mexico.

### Trung Quốc
Trong cuộc Chiến tranh nha phiến lần thứ hai (1856-1860), Mỹ đã hỗ trợ và viện trợ cho thực dân Anh - Pháp xâm lược Trung Quốc, giao tranh với quân đội nhà Thanh. Hải quân Mỹ, dưới sự chỉ huy của 2 tướng Andrew Hull Foote và James Armstrong đã đánh chìm và đánh bại thủy binh nhà Thanh trong trận sông Châu Giang (Quảng Châu).
Năm 1898, Mỹ gửi khoảng 6 vạn quân từ Philippines sang Trung Quốc tham gia Bát quốc liên quân (Liên quân tám nước: Anh, Mỹ, Pháp, Đức, Ý, Nhật, Nga, đế quốc Áo-Hung), dưới sự thống lĩnh của tướng Adna Chaffee, xâm lược Trung Quốc, đánh bại quân nhà Thanh và lực lượng Nghĩa Hòa Đoàn. Sau khi Bắc Kinh thất thủ, nhà Thanh bị ép phải ký hiệp định bất bình đẳng, cắt đất cầu hòa và chịu nhượng bộ nhiều điều khoản bất bình đẳng khác. Các khu tô giới người Mỹ và khu vực đặc quyền của Mỹ được thành lập ở Trung Quốc và các vùng lãnh thổ thuộc nước này.

### Philippines
Cuộc chiến tranh giành thuộc địa giữa Tây Ban Nha và Hoa Kỳ bùng nổ vào năm 1898, sau cuộc chiến, Hoa Kỳ giành được Philippines và đảo Guam từ tay Tây Ban Nha, đồng thời xâm lược vịnh Guantanamo của Cuba (lúc này đang là thuộc địa của Tây Ban Nha), và chiếm giữ vịnh này cho đến nay. Cùng năm, Mỹ tấn công vào Puerto Rico, 15 ngàn quân Mỹ đánh bại 8 ngàn quân Tây Ban Nha và 10 ngàn quân bản xứ, xâm chiếm Puerto Rico từ tay Tây Ban Nha.
Tại Philippines, Đệ nhất Cộng hòa Philippines được người bản xứ thành lập để giành độc lập, nhưng ngay lập tức Mỹ đem quân đến trấn áp. Cuộc chiến giữa quân Mỹ và người Philippines kéo dài 3 năm. Kết quả Mỹ chiến thắng, Đệ nhất Cộng hòa Philippines bị Mỹ giải thể, Philippines trở thành thuộc địa của Mỹ cho đến năm 1946.

### Brasil
Năm 1964, tướng Castelo Branco tiến hành đảo chính lập lên chính quyền độc tài quân sự kéo dài suốt 20 năm. CIA đã cung cấp mọi sự hỗ trợ cần thiết để đảm bảo vụ đảo chính thành công, bao gồm tài trợ cho các nhóm sinh viên và lao động đối lập trong biểu tình đường phố, giống như ở Ukraina và Venezuela sau này. Lực lượng lính thủy đánh bộ Mỹ đã chờ sẵn để đổ bộ vào Sao Paolo trong trường hợp cần thiết. Giống như các nạn nhân khác trong những cuộc đảo chính được Mỹ hậu thuẫn ở châu Mỹ Latin, tổng thống dân cử Joao Goulart là một chủ đất giàu có, không phải là Đảng viên Cộng sản, nhưng nỗ lực của ông ta nhằm duy trì vị thế trung lập trong Chiến tranh Lạnh là không thể chấp nhận được đối với Hoa Kỳ. Nền kinh tế của Brazil dưới thời Goulart đang đứng bên bờ vực khủng hoảng. Trong 20 năm chính phủ quân sự thân Mỹ nắm quyền, kinh tế Brazil đã đạt được mức tăng trưởng thần kỳ (có những giai đoạn lên tới 10% mỗi năm), nhiều người đã gọi sự phát triển nhanh chóng của kinh tế Brazil thời kỳ này là Phép màu Brazil (milagre econômico brasileiro). Tuy nhiên, cuộc khủng hoảng dầu lửa năm 1973 đã chấm dứt giai đoạn này và đẩy Brazil lún sâu vào các khoản nợ. Vì nền kinh tế Brazil được xây dựng dựa trên sự đàn áp chính trị, chế độ Goulart đã không có được sự hỗ trợ phổ biến cho các kế hoạch mà người dân Brazil đã không yêu cầu

### Chile
Khi Salvador Allende, một người có tư tưởng xã hội chủ nghĩa, trở thành tổng thống vào năm 1970, tổng thống Nixon đã ra lệnh cho CIA lên kế hoạch lật đổ Allende. Để đáp trả lại việc Allende quốc hữu hóa các mỏ đồng và các nhà máy của Mỹ, chính phủ Mỹ đã cắt giảm buôn bán với Chile tạo ra tình trạng khan hiếm và hỗn loạn kinh tế tại quốc gia này (Mỹ là đối tác thương mại hàng đầu của Chile khi đó). CIA và bộ ngoại giao Mỹ đã thực hiện chiến dịch tuyên truyền chống lại Allende ở Chile trong suốt một thập kỷ, tài trợ cho các chính khách bảo thủ, các Đảng phái, các công đoàn, các nhóm sinh viên và tất cả các dạng truyền thông, trong khi mở rộng mối quan hệ với quân đội. Nền kinh tế của Chile dưới thời Allende ngày càng lún sâu vào khủng hoảng. Cuối cùng ông ta bị lật đổ bởi cuộc đảo chính quân sự do Augusto Pinochet cầm đầu.
Sau khi tướng Pinochet lên nắm quyền, CIA tiếp tục trả lương cho các sĩ quan người Chile và hợp tác chặt chẽ với cơ quan tình báo Chile (DINA) trong việc chính phủ quân sự giết hại hàng ngàn người và bỏ tù cũng như tra tấn hàng chục ngàn người khác trong suốt 16 năm của chế độ độc tài quân sự Pinochet. Mỹ cũng ủng hộ chiến dịch truy quét những người Cộng sản của Pinochet (Chiến dịch Kền kền khoang), chiến dịch mà Pinochet xem là cần thiết để để cứu đất nước thoát khỏi chủ nghĩa Cộng sản, đã gây nên cái chết của 3000 người Cộng sản. Một số người Chile hiện nay đổ trách nhiệm cho Hoa Kỳ trong việc để Pinochet lên nắm quyền và thực thi chính sách độc tài, đồng thời cáo buộc hành động can thiệp của Hoa Kỳ vào Chile là đế quốc. Tuy vậy Chile đã có sự phát triển thần kỳ về kinh tế trong những năm Pinochet cầm quyền do áp dụng chính sách Milton Friedman, đến nỗi nhiều người đã ca tụng đó là "Phép màu Chile".
Sau khi thôi chức nguyên thủ vào năm 1990, Pinochet tiếp tục đóng vai trò là Tổng chỉ huy của quân đội Chile cho đến ngày 10/3/1998, khi ông nghỉ hưu và trở thành một thượng nghị sĩ suốt đời và được miễn trách nhiệm hình sự, phù hợp với Hiến pháp năm 1980 do chính ông tạo ra. Tuy nhiên, Pinochet đã bị bắt giữ bởi áp lực quốc tế vào ngày 10 tháng 10 năm 1998 liên quan đến nhiều vi phạm nhân quyền. Tuy nhiên do sức khỏe yếu, ông được ra tù và quản thúc tại gia từ năm 2000, và qua đời năm 2004. Khoảng 300 cáo buộc ở Chilê tố cáo Pinochet vi phạm nhân quyền, trốn thuế và tham ô trong thời gian cai trị của ông ta.
Chile về sau đã có sự chuyển giao sang nền dân chủ một cách hòa bình vào cuối thập niên 80, và hiện nay đã trở thành quốc gia phát triển nhất ở Mỹ Latinh. Mặc dù chế độ độc tài của Pinochet bị nhiều người chỉ trích, song cũng không thể phủ nhận những cải tổ kinh tế của ông đã góp phần tạo nên sự phát triển của nền kinh tế vững mạnh của Chile ngày nay.

### Nicaragua
Anastasio Somosa là nhà độc tài cai trị Nicargua trong suốt 43 năm với sự hỗ trợ của Mỹ, lực lượng Vệ Binh Quốc gia của ông ta tự do thực hiện các tội ác từ thảm sát, tra tấn tới cướp bóc và cưỡng hiếp. Lực lượng Sandinistas được Liên Xô và Cuba chống lưng đã tiến hành chiến tranh du kích chống lại chính quyền của Somosa. Hồ sơ nhân quyền tồi tệ của Nicaragua dưới chế độ cai trị của Somosa cũng dần khiến Chính phủ Mỹ không còn ủng hộ ông ta và cắt viện trợ cho chính quyền của ông ta. Kết cục là Somosa bị lật đổ bởi lực lượng Sandinistas vào năm 1979. Somosa về sau cũng bị Tổng thống Mỹ Carter từ chối cho nhập cảnh vào Hoa Kỳ.
Sau khi Mặt trận Sandinista lên nắm quyền, Mỹ đã tích cực viện trợ cho chính phủ mới này để tái thiết lại Nicaragua. Tuy vậy viện trợ ngày càng giảm khi người đứng đầu Sandinista và cũng là lãnh đạo Nicaragua lúc đó là Ortega có ý định biến quốc gia này thành một nhà nước Cộng sản như Cuba. Đến thời Tổng thống Reagan thì viện trợ đã bị cắt hẳn vì có bằng chứng cho thấy Sandinista ủng hộ những người nổi loạn FMLN tại El Salvador. Mỹ cũng không chấp nhận việc thêm một chính phủ cánh tả nữa tồn tại ở khu vực Mỹ Latinh, do đó Nhà Trắng đã quyết định tài trợ cho phe đối lập với chính phủ Sandinista. CIA đã tuyển dụng, huấn luyện và hỗ trợ cho lực lượng lính đánh thuê Contra xâm lược Nicaragua nhằm lật đổ chính quyền Sandinista gây nên sự chỉ trích ngày càng tăng bên trong Hoa Kỳ, kể cả tại Nghị viện.
Năm 1986 Tòa án Quốc tế đã tuyên bố Mỹ có tội trong việc tấn công Nicaragua vì đã triển khai lực lượng Contra và phá hoại các cảng biển của Nicaragua. Hoa Kỳ từ chối chấp nhận Tòa án và cho rằng họ không có thẩm quyền đối với những việc quan hệ của quốc gia có chủ quyền. Tòa án yêu cầu Mỹ chấm dứt tấn công và bồi thường chiến tranh cho Nicaragua, nhưng người Mỹ không bao giờ thực hiện. Một số người đánh giá hành động của Mỹ là vi phạm chủ quyền của Nicaragua và coi đó là hành vi mang tính chất đế quốc chủ nghĩa.

### Dominica, Grenada và Panama
Năm 1965, Mỹ đưa quân vào Dominica để tiêu diệt Đảng Cách mạng Dominican và Đảng Cách mạng 14 tháng 6 khi hai Đảng cánh tả này đang tổ chức biểu tình chống chính quyền quân sự thân Mỹ.
Năm 1983, Mỹ đem quân xâm lược đảo quốc Grenada, tiêu diệt Chính phủ Nhân dân Cách mạng Grenada thiên tả và ủng hộ Liên Xô.
Cuối năm 1989, Mỹ đem 2 vạn quân tấn công Panama và lật đổ nhà độc tài Manuel Noriega, ông này là cựu lãnh đạo lực lượng cảnh sát mật Panama và cựu nhân viên tình báo Mỹ (CIA). Kể từ khi Noriega lên cầm quyền, mối quan hệ giữa Panama và Hoa Kỳ đã xấu đi. Noriega cũng có dấu hiệu ngả sang khối Xô Viết, đã nhận viện trợ quân sự từ Cuba, Nicaragua và Libya. Chính phủ Mỹ tuyên bố 4 lý do cho việc tấn công Panama: 
- Bảo vệ cuộc sống của công dân Hoa Kỳ tại Panama. Nhà độc tài Noriega đã tuyên bố rằng tình trạng chiến tranh tồn tại giữa Mỹ và Panama và ông ta đe dọa cuộc sống của khoảng 35.000 công dân Mỹ sống ở đó. Đã có nhiều cuộc đụng độ giữa các lực lượng Hoa Kỳ và Panama; một lính thủy đánh bộ Mỹ đã bị giết vài ngày trước đó.
- "Bảo vệ nền dân chủ và nhân quyền ở Panama" đã bị chính phủ Noriega vi phạm nghiêm trọng.
- Chống buôn bán ma túy, Panama đã trở thành một trung tâm rửa tiền và là điểm trung chuyển cho hoạt động buôn bán ma túy sang Mỹ và châu Âu.
- Bảo vệ sự toàn vẹn của Hiệp ước Carter Torrijos. Các thành viên của Quốc hội và những người khác trong bộ máy chính phủ Hoa Kỳ tuyên bố rằng Noriega đe dọa tính trung lập của Kênh đào Panama và Hoa Kỳ có quyền tuân thủ hiệp ước bằng hành động can thiệp quân sự để bảo vệ kênh đào.

Ngày 29/12/1989, Đại hội đồng Liên Hợp Quốc bỏ phiếu với tỷ lệ 75–20 với 40 phiếu chống lên án cuộc can thiệp quân sự của Mỹ, coi đó là hành động vi phạm luật pháp quốc tế. Ngày nay, Mỹ vẫn kiểm soát được nền chính trị của Panama nhưng tư tưởng "thoát Mỹ" đang dần trở thành mục tiêu của các lãnh đạo trên quốc gia này.

### Cuba
Mỹ đã hỗ trợ cho chế độ độc tài Batista ở Cuba trong thập niên 1950. Với sự giúp đỡ của Mỹ, kinh tế Cuba có sự phát triển khá cao trong giai đoạn này. Cuba là một trong năm nước phát triển nhất trong khu vực Mỹ Latinh lúc đó, tuy nhiên mức bất bình đẳng giàu nghèo là rất cao, với một phần ba dân số vẫn sống trong nghèo khổ (dù tỉ lệ này vẫn thấp hơn so với nhiều quốc gia Mỹ Latinh khác như Chile, Colombia), Trong những năm 1950, GDP bình quân đâu người của Cuba gần ngang bằng với Ý. Trong giai đoạn lãnh đạo của Batista, việc ở gần với Hoa Kỳ khiến Cuba trở thành điểm đến quen thuộc đối với giới thượng lưu Mỹ, những chuyến viếng thăm để chơi cờ bạc, đua ngựa và chơi gôn của họ khiến Thủ đô Havana của Cuba được mệnh danh là "Las Vegas của Mỹ Latinh", một "sân chơi dành cho giới tinh hoa của thế giới". Tuy vậy vấn đề tham nhũng, bất bình đẳng, tội phạm, cùng những tệ nạn xã hội như cờ bạc, mại dâm, ma túy tràn lan mà không có biện pháp giải quyết đã khiến cho chế độ Batista chịu sự bất bình ngày càng gia tăng của người dân.
Các công ty độc quyền của Hoa Kỳ như Bethlehem Steel Corporation và Speyer nắm quyền kiểm soát tài nguyên quốc gia quý giá của Cuba. Các ngân hàng và toàn bộ hệ thống tài chính của Cuba, tất cả sản xuất điện và phần lớn các ngành công nghiệp đã bị chi phối bởi các công ty Mỹ. Các công ty độc quyền của Mỹ sở hữu 25% đất đai của Cuba, gồm những khu vực tốt nhất cho sản xuất 90% xuất khẩu đường thô và thuốc lá của nước này được xuất khẩu sang Mỹ. Năm 1956, các công ty của Mỹ "kiểm soát 90% số điện thoại và dịch vụ điện, khoảng 50% dịch vụ đường sắt, và khoảng 40% trong sản xuất đường thô" theo báo cáo của Bộ Thương mại Mỹ. Lợi nhuận từ các khoản đầu tư này bị các công ty Mỹ thâu tóm, khiến người dân Cuba rất bất mãn.
Cựu đại sứ Mỹ Erl Smith nói tại Quốc hội rằng: "Nước Mỹ có ảnh hưởng rất lớn tại Cuba, đại sứ Mỹ là người quan trọng thứ hai ở Cuba, đôi khi quan trọng hơn cả tổng thống Cuba". Để đối phó lại phong trào chống chính phủ ngày càng rộng lớn cũng như để trấn áp các lực lượng đối lập, chế độ Batista đã thực hiện các hành vi bạo lực, tra tấn và hành quyết trên phạm vi rộng lớn; gây nên cái chết của khoảng 20.000 người. Chính phủ Hoa Kỳ đã cung cấp cho Batista máy bay, tàu, xe tăng và các vũ khí tân tiến nhất, chẳng hạn như bom napalm, mà Batista đã sử dụng để chống lại cuộc nổi dậy của dân chúng. Phải đến tháng 3 năm 1958, khi cảm thấy chiến dịch đàn áp của Batista đã đi quá xa, Mỹ lúc này mới ngừng bán vũ khí cho chính quyền của Batista và không lâu sau đó Mỹ đã áp đặt lệnh cấm vận vũ khí đối với chính phủ Batista. Tháng 3/1958, chính phủ Mỹ gợi ý Batista tổ chức bầu cử, Batista nghe theo song người dân Cuba đã thể hiện sự bất mãn với chính phủ của ông ta bằng cách tẩy chay bỏ phiếu. Trên 75% cử tri ở Thủ đô Havana đã tẩy chay bầu cử. Tại một số khu vực như Santiago, tỷ lệ tẩy chay lên tới 98%.
Mất đi sự ủng hộ của Mỹ, chế độ Batista đã sụp đổ sau thắng lợi của Cách mạng Cuba do Fidel Castro lãnh đạo.
Khi Castro lên nắm quyền ở Cuba, vào giai đoạn đầu Mỹ đã không tỏ thái độ chống lại ông ta. Tuy nhiên thái độ của Mỹ thay đổi khi Castro đưa một loạt các nhân vật có tư tưởng cánh tả hoặc ủng hộ chủ nghĩa xã hội như Osvaldo Dorticós, Che Guevara lên nắm giữ các vị trí quan trọng trong bộ máy chính phủ Cuba. Các quan chức cấp cao Mỹ tin rằng Fidel Castro đang muốn biến Cuba thành một nhà nước Cộng sản chủ nghĩa và điều này được coi là một mối nguy hại lớn đối với an ninh của nước Mỹ (hòn đảo Cuba chỉ cách lãnh thổ Mỹ vài trăm km). Một số luật mới của Castro cũng khiến Mỹ khó chịu, khi nhiều đất đai vốn do các công ty Mỹ kiểm soát, nay được chính phủ phân chia cho nông dân Cuba. Chính phủ Mỹ phản ứng bằng cách tuyên bố sẽ không cung cấp công nghệ và kỹ thuật viên, đồng thời cắt giảm nhập mía đường của Cuba. Castro từ chối khuất phục Mỹ và thông qua các chính sách còn quyết liệt hơn đối với Mỹ. Vào mùa hè năm 1960, Castro quốc hữu hóa các tài sản của Mỹ trị giá 850 triệu USD, đồng thời đàm phán một thỏa thuận để Liên Xô và các nước Đông Âu mua lượng đường mà Mỹ từ chối nhập khẩu. Để đáp trả, chính phủ Mỹ đã áp đặt lệnh trừng phạt kinh tế đối với Cuba, đồng thời gia tăng các hoạt động chống lại chính quyền Castro.
Trong những năm tiếp theo, CIA tiến hành chiến dịch quy mô chống lại Cuba, đào tạo các phần tử lưu vong người Cuba tại Florida, Trung Mỹ và nước Cộng hòa Dominica để ám sát và lật đổ chính quyền Castro. Theo Đại sứ Anh tại Hoa Kỳ, David Ormsby-Gore, tình báo Anh cho Mỹ biết rằng đa số người dân Cuba ủng hộ Fidel Castro và sẽ khó mà xảy ra hiện tượng đào ngũ hoặc khởi nghĩa hàng loạt nếu Mỹ xâm lược, điều này cũng đã được chuyển tới CIA nhưng Mỹ bỏ qua điều này CIA rất tự tin là họ đủ khả năng lật đổ chính phủ Cuba, vì đã có kinh nghiệm thành công trước đây như Cuộc đảo chính ở Guatemala 1954.
Hàng loạt các chiến dịch chống Cuba được tình báo Mỹ (CIA) hậu thuẫn bao gồm cả Sự kiện Vịnh Con Lợn. Mỹ đã cho máy bay ném bom Cuba và yểm trợ một đạo quân gồm 1.300 lính Cuba lưu vong đổ bộ lên Vịnh Con Lợn nhằm mục đích lật đổ Fidel Castro, giao tranh đã khiến 100 lính Cuba lưu vong, 4 lính Mỹ và hơn 2.000 dân thường Cuba thiệt mạng). Nhiều kế hoạch phá hoại khác cũng được thực hiện như những vụ ám sát Fidel Castro và các quan chức khác; vụ đặt bom năm 1960 (3 người Mỹ bị giết và 2 bị bắt) và các vụ đánh bom khủng bố nhằm vào khách du lịch năm 1997; vụ đánh bom tàu của Pháp tại cảng Havana (ít nhất 75 người chết); vụ tấn công sinh học bằng virus bệnh cúm khiến nửa triệu con lợn chết; và vụ đánh bom máy bay Cuba (78 người chết) của Luis Posada Carriles và Orlando Bosch. Hai hung thủ này vẫn tự do tại Mỹ, trong đó Bosch đã được chính tay tổng thống Geogre Bush ký lệnh ân xá.

### Ghana
Vào năm 1950 và 1960, đã từng có một tổng thống cánh tả nổi bật ở Ghana là Kwame Nkrumah. Ông là thủ tướng dưới thời người Anh cai trị từ năm 1952 đến 1960, khi Ghana độc lập thì ông trở thành tổng thống. Đó là một người xã hội chủ nghĩa, với tư tưởng chống đế quốc, vào năm 1965 ông viết một cuốn sách lấy tên là "Chủ nghĩa thực dân mới: Giai đoạn cuối cùng của chủ nghĩa đế quốc".
Nkrumah chủ trương thúc đẩy nền văn hóa châu Phi, kêu gọi mở các thư viện quốc tế và nỗ lực hợp tác nghiên cứu về lịch sử và văn hóa. Ông đã tiêu diệt các định kiến về "sự ưu việt tối cao về văn hóa" được áp đặt bởi các sách giáo khoa thời thực dân Anh. Năm 1962, Nkrumah cho khai trương Viện Nghiên cứu Châu Phi.
Một chiến dịch chống hủ tục buộc phụ nữ khoả thân ở phía bắc của đất nước nhận được sự quan tâm đặc biệt từ Nkrumah, ông cũng cho thành lập Liên đoàn Phụ nữ Ghana, nâng cao chương trình nghị sự của chính phủ về dinh dưỡng, nuôi dạy trẻ em và quần áo. Các luật được thông qua vào năm 1959 và 1960 đã chỉ định các vị trí đặc biệt trong quốc hội do phụ nữ nắm giữ, một số phụ nữ được thăng chức lên lãnh đạo. Phụ nữ được vào các trường đại học nhiều hơn, được tham gia nhiều ngành nghề hơn, bao gồm y học và luật pháp, và cũng được tham gia quân đội và không quân. Một số phụ nữ bình dân nhận được sự hỗ trợ từ Phong trào Hợp tác.
Năm 1962, Nkrumah đề ra chính sách phổ cập giáo dục, tất cả trẻ em phải được đi học, cũng như đạt được "một nền tảng đọc viết thường xuyên bằng cả tiếng Anh và tiếng bản xứ". Năm 1961, Nkrumah cho xây Viện tư tưởng Kwame Nkrumah để đào tạo công chức Ghana cũng như thúc đẩy chủ nghĩa liên Phi Năm 1964, Nkrumah đưa ra Kế hoạch Phát triển Bảy năm để Tái thiết và Phát triển Quốc gia, đã xác định giáo dục là một nguồn phát triển chính và kêu gọi mở rộng các trường kỹ thuật.
Nkrumah đề ra chính sách công nghiệp hóa với mục tiêu phát triển đất nước. Tuy nhiên, việc thực thi kém khiến kế hoạch bị thất bại, đồng thời giá ca cao trên thị trường thế giới sụt giảm đã khiến nền kinh tế Ghana dần rơi vào khủng hoảng. Nợ quốc gia tăng lên tới 1 tỉ USD vào năm 1966. Tuy vậy, một số công trình cũng đem lại lợi ích lâu dài cho đất nước, như là đập sông Volta và bến cảng ở Tema.
Sau vụ ám sát nhắm vào Nkrumah vào tháng 8 năm 1962, 500 chính trị gia đối lập đã bị bắt không qua xét xử với lí do là để ngăn chặn đảo chính. Trong cuốn sách "Military Rule and the Politics of Demilitarization", tác giả Hutchful cáo buộc rằng Nkrumah đã "thực hiện chính sách cai trị độc tài, đàn áp các nhóm đối lập chính trị trong nước"
Cuối cùng Nkrumah bị lật đổ trong cuộc đảo chính năm 1966 mà nhiều quan điểm cho rằng tình báo Mỹ (CIA) đã đứng sau hậu thuẫn. CIA đã phủ nhận mọi liên quan nhưng báo chí Anh đưa tin có 40 sĩ quan CIA hoạt động tại đại sứ quán Mỹ đã "cung cấp hào phóng cho các kẻ thù bí mật của tổng thống Nkrumah" và công việc của họ "đã được thưởng công đầy đủ". Cựu sĩ quan CIA John Stockwell tiết lộ thêm về vai trò quyết định của CIA trong vụ đảo chính với cuốn sách "In Search of Enemies". Theo các tài liệu tình báo do Văn phòng sử học Hoa Kỳ công bố sau này, CIA cho rằng "Nkrumah đã làm những việc khiến lợi ích của chúng ta [chính phủ Mỹ] suy yếu nhiều hơn so với bất kỳ người Châu Phi da đen nào khác."

### Zaire
Patrice Lumumba, chủ tịch đương nhiệm của phong trào Liên Phi Quốc gia Congo, đã tham gia vào quá trình giành độc lập của Congo và trở thành thủ tướng dân cử đầu tiên của Congo năm 1960. Ông ấy bị lật đổ trong cuộc đảo chính được CIA hậu thuẫn của Joseph-Desire Mobutu, vốn là chỉ huy quân đội. Mobutu giao Lumumba cho phe ly khai và lính đánh thuê được Bỉ hậu thuẫn. Lumumba đã chiến đấu ở tỉnh Katanga và bị bắn trong một vụ đọ súng với lính đánh thuê Bỉ.
Mobutu xóa bỏ bầu cử và tự phong mình làm tổng thống năm 1965, cai trị với chế độ độc tài trong suốt 30 năm. Mobutu giết hại các đối thủ chính trị bằng cách treo cổ công khai, tra tấn tới chết và biển thủ khoảng 5 tỷ USD. Nhưng Mỹ tiếp tục ủng hộ Mobutu, ngay cả khi tổng thống Jimmy Carter công khai giữ khoảng cách, Zaire vẫn nhận được 50% tổng số viện trợ quân sự của Mỹ cho khu vực châu Phi cận Sahara. Chỉ cho tới những năm 1990 thì viện trợ của Mỹ mới bắt đầu giảm đi, Mobutu bị Laurent Kabila lật đổ năm 1997 và chết sau đó.

### Iran
Năm 1953, CIA và cơ quan tình báo Anh MI6 lật đổ chính quyền dân cử của Mohammed Mossadegh. Trước đó, Iran quốc hữu hóa công nghiệp dầu mỏ bằng bỏ phiếu công khai tại Quốc hội, chấm dứt sự độc quyền khai thác dầu của Anh tại Iran.
Để trả đũa, quân Anh phong tỏa đường biển và cấm vận kinh tế quốc tế. Sau khi tổng thống Eisenhower lên nắm quyền năm 1953, CIA đồng ý với yêu cầu can thiệp của Anh. Một số hoạt động đảo chính ban đầu thất bại khiến vua Shah và gia đình phải trốn sang Italy, CIA chi hàng triệu USD để mua chuộc các quan chức và trả cho các băng Đảng để gây bạo loạn trên đường phố Tehran. Mossadegh cuối cùng cũng bị lật đổ và vua Shah trở về nắm quyền. Với sự ủng hộ mạnh mẽ từ phía Anh và Mỹ, triều đình Shah trao cho phương Tây các ngành công nghiệp Iran và đàn áp phe đối lập trong tầng lớp tăng lữ Hồi giáo Shia và những người ủng hộ dân chủ. Chế độ của Shah bị nhân dân căm ghét: Quần chúng nhận thức rằng Shah chịu ảnh hưởng lớn - nếu không nói là con rối - của thế lực phi Hồi giáo phương Tây (Hoa Kỳ), rằng văn hóa hưởng thụ Hoa Kỳ đang làm ô uế đất nước Iran; rằng chế độ của Shah quá thối nát và ngông cuồng. Tất cả dẫn tới cuộc cách mạng Iran năm 1979.

### Guatemala
Sau chiến dịch lật đổ một chính quyền ở Iran 1953, CIA tiến hành chiến dịch khác để lật đổ chính quyền dân cử của Jacobo Arbenz ở Guatemala năm 1954. CIA đã tuyển dụng và đào tạo một đơn vị lính đánh thuê nhỏ dưới sự chỉ huy của một người Guatemala lưu vong tên là Castillo Armas để chiếm đóng Guatemala, với 30 máy bay Mỹ không mang phù hiệu để hỗ trợ đường không. Đại sứ Mỹ Peurifoy chuẩn bị danh sách những người Guatemala cần xử tử, Armas được chỉ định làm tổng thống. Triều đại thân Mỹ sau đó đã dẫn đến cuộc nội chiến kéo dài 40 năm, có ít nhất 200.000 người đã bị giết, phần lớn là thường dân. Đỉnh điểm của cuộc chiến là chiến dịch diệt chủng ở Ixil của tổng thống Rios Montt, ông ta bị tuyên án tù chung thân vào năm 2013 vì vụ diệt chủng đó nhưng sau đó Tòa án Tối cao Guatemala đã vô hiệu hóa bản án về mặt kỹ thuật.
Tài liệu giải mật của CIA cho thấy chính quyền Ronald Reagan đã được cảnh báo về các hoạt động diệt chủng của lực lượng quân sự Guatemala khi chấp thuận viện trợ quân sự cho quân đội này vào năm 1981, bao gồm các xe quân sự, linh kiện máy bay trực thăng và cố vấn quân sự.

### Nam Tư
Năm 1999, với lý do "bảo vệ cư dân ở Kosovo đang bị chính phủ Nam Tư đàn áp" (người dân Kosovo khi đó đang đấu tranh đòi ly khai khỏi Nam Tư sau khi Tổng thống Milosevic bãi bỏ quyền tự trị của vùng này), Mỹ và NATO đã huy động liên quân 13 nước, mở cuộc không kích 78 ngày đêm tấn công vào Cộng hòa Liên bang Nam Tư.
Sau 78 ngày cầm cự với khoảng 1.200 tới 5.700 người Nam Tư thiệt mạng, cuối cùng Nam Tư đã thất bại Cuộc chiến tranh Kosovo đã dẫn tới sự ra đời của đất nước Kosovo độc lập, tách khỏi Liên Bang Nam Tư, đánh dấu sự tan rã của nước Nam Tư. Cựu tổng thống Nam Tư Slobodan Miloeevic bị bắt và bị giam ở Tòa án quốc tế với cáo buộc của Mỹ là ông đã phạm tội ác chiến tranh chống người Kosovo. Vào năm 2015, tòa án quốc tế đã kết luận không có chứng cứ để buộc tội Milošević đã phạm tội ác chiến tranh, nhưng khi đó thì Milosevic đã chết trong tù được 10 năm.

### Iraq
Vào năm 1958, sau khi vương triều phong kiến do Anh hậu thuẫn bị tướng Abdul Qasim lật đổ, CIA đã thuê người thanh niên Iraq 22 tuổi có tên Saddam Hussein để ám sát vị tổng thống mới. Hussein thất bại và phải trốn sang Lebanon, CIA thuê cho ông ta một căn hộ ở Beirut và sau đó chuyển ông ta tới Cairo làm việc cho cơ quan tình báo Ai Cập.
Qasim bị giết trong cuộc đảo chính của những người theo Đảng Baath do CIA hậu thuẫn, giống như ở Guatemala và Indonesia, CIA đưa cho chính phủ mới danh sách gồm ít nhất 4.000 Đảng viên Cộng sản cần thủ tiêu. Nhưng khi đã nắm được quyền lực thì chính phủ của Đảng Baath không cam chịu bị chi phối bởi phương Tây, họ quốc hữu hóa ngành công nghiệp dầu mỏ của Iraq, áp dụng chính sách ngoại giao Arab, xây dựng hệ thống giáo dục và y tế tốt nhất trong thế giới Arab.
Năm 1979, Hussein trở thành tổng thống, ông tiếp tục các cải cách xã hội và trấn áp các đối thủ chính trị của Đảng Baath. Được Mỹ và cả Liên Xô ủng hộ, ông ta tiến hành chiến tranh chống Iran. Trong cuộc chiến này, quân đội Iraq đã rất nhiều lần thực hiện các vụ tấn công bằng vũ khí hóa học, trong đó có cả những vụ tấn công nhằm vào dân thường, chẳng hạn như ở thị trấn Sardasht. Hầu hết những cuộc tấn công này đều được tiến hành theo mệnh lệnh của Saddam. Tuy vậy cả Mỹ và Liên Xô đều không có phản ứng gì đối với những cáo buộc về việc quân đội Iraq sử dụng vũ khí hóa học.

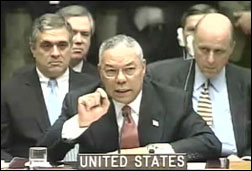
Ngoại trưởng Mỹ Colin Powell giơ ra chiếc lọ chứa thứ mà ông gọi là vũ khí hủy diệt hàng loạt của Iraq tại trụ sở Liên Hợp quốc ngày 5/2/2003, tạo cớ cho Hoa Kỳ tấn công Iraq sau đó 1 tháng. Thực ra, đây chỉ là một thứ bột vô hại

Sau khi Iraq xâm lược Kuwait, một quốc gia đồng minh của phương Tây ở Trung Đông vào năm 1991 thì Mỹ đổi lập trường từ ủng hộ chuyển sang chống lại Hussein với cáo buộc ông ta là nhà độc tài và lật đổ ông ta sau khi Mỹ xâm lược Iraq vào năm 2003 với cáo buộc Iraq sản xuất vũ khí hủy diệt hàng loạt (những vũ khí này đã không thể được tìm thấy sau đó do Hussein đã phá hủy hầu hết kho vũ khí hóa học từ năm 1998).
Năm 2015, Thủ tướng Anh Tony Blair trong cuộc phỏng vấn với CNN đã thừa nhận các báo cáo về việc sản xuất vũ khí hủy diệt hàng loạt tại Iraq là sai sự thật. Tuy nhiên ông này tỏ ra không hề tiếc nuối khi đã đem quân lật đổ Saddam, và cho rằng Saddam "là một nhà độc tài tàn bạo, kẻ đã gây nên cái chết của khoảng 250.000 người". George W. Bush cho biết mình cảm thấy "thất vọng" về thông tin tình báo bị sai lệch, nhưng ông cũng cho rằng việc lật đổ Saddam là điều cần thiết: "Tôi hoàn toàn nhận thức được rằng cơ quan tình báo CIA đã sai, và tôi cũng thất vọng như mọi người. Nhưng những điều không thể phủ nhận được là Saddam Hussein đã từng xâm lược một đất nước, ông ta đã từng sử dụng vũ khí hủy diệt hàng loạt, ông ta có khả năng sản xuất vũ khí hủy diệt hàng loạt, ông ta bắn vào phi công của chúng ta. Ông ta là một nhà tài trợ cho chủ nghĩa khủng bố. Tiêu diệt Saddam Hussein là điều đúng đắn cho nền hòa bình thế giới và an ninh của đất nước chúng ta".
Khi Hussein bị lật đổ, nhiều người dân Iraq đã đổ ra đường ăn mừng và còn cùng nhau kéo sập bức tượng khổng lồ của ông ta. Khi Saddam Hussein bị treo cổ, nhiều kẻ thù của Saddam đã nổ súng chào mừng. Năm 2006, một cuộc thăm dò ý kiến cho thấy 52% số người Iraq được hỏi tin rằng đất nước Iraq đang đi đúng hướng và 61% cho rằng việc lật đổ Saddam Hussein là một điều đúng đắn.
Tuy nhiên, sự hỗn loạn kể từ sau cuộc chiến Iraq, những xung đột sắc tộc kéo dài đã khiến nhiều người Iraq phản đối Saddam xem xét lại quan điểm của họ về cái gọi là "sự tàn nhẫn" nhưng giúp duy trì một xã hội ổn định suốt 35 năm nắm quyền của Saddam. Hiện nay, ngày càng nhiều người Iraq tỏ ý tiếc nuối về sự ra đi của Saddam và nhìn lại kỷ nguyên của ông này với sự luyến tiếc. Ngày càng nhiều người Iraq tới thăm mộ ông để tỏ lòng kính trọng ông, nhiều người đã coi ông là một chiến sĩ "Tử vì đạo"
Sau khi Saddam Hussein bị lật đổ, Iraq hoàn toàn thiếu vắng một nhà lãnh đạo cứng rắn và biết đoàn kết các bộ tộc, chính phủ thân Mỹ thì tham nhũng trong khi lính Mỹ hiện diện khắp nơi khiến người dân nước này rất bất mãn. Do vậy, các mâu thuẫn ngày càng tích tụ và âm mưu ly khai của các nhóm sắc tộc ở Iraq nhanh chóng bùng phát. Các phe phái địa phương ở Iraq nổi loạn khắp nơi. Đất nước Iraq chìm trong chiến tranh suốt từ nằm 2003 tới nay. Tính tới năm 2018, đã có khoảng 600.000 người Iraq thiệt mạng và hàng triệu người khác phải ly tán trong 15 năm chiến tranh tại quốc gia này
Những người phản đối cho rằng hành động can thiệp quân sự của Mỹ thực chất là 1 cuộc chiến vì dầu mỏ, trong đó Mỹ-Anh muốn dựng lên 1 chính phủ thân phương Tây để mở cửa cho các công ty Mỹ và Anh vào khai thác nguồn tài nguyên dầu khí phong phú của Iraq. Dù không tìm thấy vũ khí hủy diệt hàng loạt, cũng không có người Mỹ-Anh nào phải chịu trách nhiệm hay bị "xử lý" vì những thông tin sai và vô căn cứ cả, tất cả đều "vô can". Những quan điểm này cho rằng: Chủ quyền của Iraq đã bị xâm phạm, Tổng thống nước này bị lật đổ và xử tử, còn người dân Iraq thì phải hứng chịu bao khổ đau do chiến tranh gây ra. Những ý kiến phản đối này cũng cho rằng việc Mỹ đem quân lật đổ chính quyền độc tài Hussein là hành vi xâm lược mang tính chất của chủ nghĩa đế quốc.
Theo lời kể của Phó Chủ tịch nước Việt Nam Nguyễn Thị Bình, Saddam Hussein là người rất ủng hộ phong trào giành độc lập ở châu Á, châu Phi khỏi ách cai trị của thực dân phương Tây. Ông có thái độ giao tiếp thân mật, gần gũi chứ không hung hăng như truyền thông phương Tây thường mô tả, và lý do để Mỹ-Anh tấn công Iraq thực chất chỉ là những lời nói dối xấu xa. Saddam từng ủng hộ to lớn cho Việt Nam trong giai đoạn nước này còn gặp rất nhiều khó khăn:
Chuyến đi Iraq năm 1975 để lại cho tôi một kỷ niệm sâu sắc. Lúc đó, Saddam Hussein mới là Phó Tổng thống, nhưng được dư luận coi là "người hùng" ở Iraq. Khi nghe chúng tôi trình bày yêu cầu bức xúc của Việt Nam, ông trả lời ngay: "Chúng tôi đã quyết định tặng Việt Nam 400 ngàn tấn dầu và cho vay 1,5 triệu tấn với lãi suất ưu đãi". Chúng tôi rất xúc động trước tấm lòng của các bạn Iraq. Sau này khi Iraq bị cấm vận, phải đổi dầu để lấy lương thực, các bạn vẫn dành cho Việt Nam những hợp đồng trao đổi thương mại rất thuận lợi trong lúc chúng ta còn nhiều khó khăn về kinh tế.
Năm 2002, tôi đến Iraq lần cuối để giải quyết món nợ kéo dài hơn 20 năm còn chưa trả xong. Theo ý kiến của các đồng chí ở Chính phủ, chúng ta đề nghị chuyển số tiền nợ thành số vốn đầu tư vào một dự án kinh tế ở Việt Nam. Khi tôi gặp ông Saddam Hussein trình bày ý kiến này thì ông cười, nói ngay: "Các bạn Việt Nam không nên bận tâm. Tôi biết các bạn còn khó khăn, ta xem như số nợ này đã trả." Thật xúc động khi biết rằng trong thời điểm đó Iraq bị Mỹ cấm vận, khó khăn chồng chất về các mặt.
Tình hình Iraq đến nay diễn biến ra sao, chúng ta đều biết. Tổng thống Hoa Kỳ G. Bush phát động chiến tranh đánh Iraq với lý do Saddam Hussein có quan hệ với lực lượng khủng bố Al-Queda và tàng trữ vũ khí hủy diệt. Thực tế đã chứng minh đó là những lời nói dối xấu xa, những cái cớ giả mạo Hoa Kỳ đã dựng lên để thực hiện mưu đồ ích kỷ của họ. Saddam Hussein có sai lầm gì trong đối nội, đối ngoại, có tội lỗi gì với nhân dân của ông, lịch sử của Iraq sẽ phán xét. Nhưng đối với Việt Nam, tôi nghĩ chúng ta biết ơn sự giúp đỡ quý báu của ông trong những năm Việt Nam vừa ra khỏi chiến tranh".

### Nhà nước Hồi giáo Iraq và Levant
Theo Global Research, cựu nhân viên Cơ quan An ninh Quốc gia Hoa Kỳ (NSA), Edward Snowden, đã tiết lộ rằng tình báo Anh, tình báo Mỹ và tình báo Israel (Mossad) đã làm việc với nhau để tạo ra ISIL. Các tài liệu mật bị rò rỉ tiết lộ rằng nhà lãnh đạo ISIL, giáo sĩ Abu Bakr Al-Baghdadi, đã được huấn luyện quân sự trong suốt một năm dưới sự đào tạo của Mossad, bên cạnh các khóa học về thần học và nghệ thuật phát biểu. Người đứng đầu Viện nghiên cứu vì hòa bình và thịnh vượng Ron Paul, ông Daniel McAdams giải thích rằng: "Thực ra, "phe ôn hòa" (trong cuộc nội chiến Syria) đã được trợ giúp bởi người Mỹ từ lâu, họ đã chiến đấu bên cạnh những người có liên hệ với Al-Qaeda, và sau này là với những chiến binh của ISIS."
Lãnh tụ tối cao Iran, Ali Khamenei đã cáo buộc rằng Mỹ, Israel và Anh đứng đằng sau tổ chức khủng bố Nhà nước Hồi giáo Iraq và Levant tự xưng; ông cho rằng các nước này đã tạo ra Al-Qaeda và Da'esh (tức ISIL) nhằm tạo ra sự chia rẽ và sử dụng chúng trong cuộc chiến chống lại các nước Hồi giáo, nhưng rốt cục các tổ chức này lại quay sang chống lại Mỹ.

### Haiti
Năm 1994, Mỹ thực hiện Nghị quyết 940 của Hội đồng Bảo an Liên Hợp Quốc đã đem quân vào Haiti lật đổ chính quyền độc tài của Raoul Cédras và đưa cựu tổng thống dân cử từng bị phế truất vào năm 1991 là Jean-Bertrand Aristide quay về cầm quyền. Từ đó, các ngành kinh tế chủ chốt của Haiti đều do các tập đoàn người Mỹ nắm giữ. Trước và sau cuộc đảo chính, Haiti vẫn luôn là nước nghèo nhất, có mức sống thấp nhất châu Mỹ.